# Marcelo Rosado Carrasco
Marcelo Rosado Carrasco (nascido em 2 de outubro de 1978) é um jogador espanhol de futebol de 5.

## Paralimpíada
Integrou a seleção espanhola de futebol de 5 que conquistou a medalha de bronze nos Jogos Paralímpicos de Atenas 2004 ao derrotar a Grécia por 2 a 0. Participou também dos Jogos Paralímpicos de Londres 2012, onde a Espanha ganha outro bronze após derrotar a Argentina por 1 a 0.

## Reconhecimentos
Em 2013, foi galardoado com a medalha de bronze da Real Ordem ao Mérito Esportivo.